# یک روز شاد دیگر
یک روز شاد دیگر (به انگلیسی: Another Happy Day) فیلمی محصول سال ۲۰۱۱ و به کارگردانی سام لوینسون است. در این فیلم بازیگرانی همچون الن بارکین، کیت باسورث، الن برستین، توماس هیدن چرچ، جفری دی‌مان، شیوون فالون هوگان، جرج کندی، ازرا میلر، دمی مور، دیانا اسکاروید و لولا کریک ایفای نقش کرده‌اند.